# Ural Airlines
Ural Airlines er et russisk flyselskab med hovedsæde i Jekaterinburg, og hub i den nærliggende Koltsovo Internationale Lufthavn.

## Historie
Selskabet blev grundlagt i 1943 som Sverdlovsk State Air Enterprises, og blev senere en del af det statsejede Aeroflot, og stod for driften af Jekaterinburg Lufthavn. Efter opsplitningen af Aeroflot i 1993, blev Ural Airlines omdannet til et joint-stock company under Ruslands lovgivning, og flyselskabets drift blev skilt fra lufthavnen.